# Якыш, Яшар
Яшар Якыш (тур. Yaşar Yakış; 1 августа 1938, Акчакоца, Турция — 26 июня 2024, Анкара) ― турецкий политик. Министр иностранных дел Турции (2002—2003). Посол Турции в Саудовской Аравии, Египте. Депутат Великого национального собрания Турции (2002―2011). Офицер Ордена Почётного легиона (2009).

## Биография
Яшар Якыш родился в 1938 году в Акчакоце. В 1962 году окончил Университет Анкары со степенью бакалавра политических наук.
В 1962 году поступил на работу в Министерство иностранных дел Турции. Работал на различных должностях в Генеральном консульстве Турции в Бельгии и в посольстве Турции в Лагосе (Нигерия).
Учился в Оборонном колледже НАТО в Риме (Италия). Занимал должность советника турецкой делегации в НАТО в Брюсселе.
Позднее стал советником посольства Турции в Дамаске (Сирия). С 1978 по 1988 год занимал различные должности в Министерстве иностранных дел Турции, в том числе начальника отдела кадров, руководителя департамента НАТО и главы координационного офиса Постоянного комитета по экономическому и торговому сотрудничеству Организации Исламской Конференции.
В 1988 году стал послом Турции в Саудовской Аравии.
В 1992 году назначен помощником заместителя министра Турции по экономическим вопросам.
В 1995 году стал послом Турции в Египте.
С 1998 по 2000 год занимал пост постоянного представителя Турции при отделении ООН и других международных организациях, базирующемся в Вене.
В 2000 году назначен старшим политическим советником Министерства иностранных дел Турции.
В 2000—2001 годах читал лекции по внешней политике Турции в Билькентском университете и по водной дипломатии и внешняя политике Турции в университете Хаджеттепе в Анкаре.
В августе 2001 года Яшар Якыш стал одним из основателей и заместителем председателя по иностранным делам Партии справедливости и развития (ПСР).
На всеобщих выборах 2002 года избран членом Великого национального собрания Турции от Дюздже. Депутат парламента Турции XXII, XXIII созывов.
Переизбран в качестве члена парламента на всеобщих выборах 2007 года. Был председателем Комиссии Европейского союза и председателем Группы дружбы с Францией в парламенте Турции. Вновь избран депутатом по итогам всеобщих выборов 2011 года.
Являлся председателем Комитета Европейского Союза по гармонизации при Великом национальном собрании Турции.
Стал министром иностранных дел в 58-м правительстве Турции во главе с Абдуллахом Гюлем, пока лидер партии ПСР Реджеп Тайип Эрдоган не был избран в парламент и стал премьер-министром в марте 2003 года.
На посту министра иностранных дел Якыш участвовал в Конвенции по разработке проекта договора о создании Конституции для Европы в 2003 году.
Гюль сменил Якыша на посту министра иностранных дел.
Член Партии справедливости и развития.
Член Международного центра Низами Гянджеви.
Владел французским, английским, арабским языками.

### Смерть
Умер 26 июня 2024 года в больнице, где проходил лечение в возрасте 85 лет.